# Die blendende Klinge
Die blendende Klinge ist der zweite von fünf Romanen (in der deutschen Übersetzung sind es sieben) in der High-Fantasy-Saga Lichtbringer des US-amerikanischen Autors Brent Weeks. Er wurde erstmals 2012 veröffentlicht. Auf Deutsch ist der Roman in der Übersetzung durch Hans Link 2013 bei Blanvalet erschienen. Der Roman ist in der Perspektive mehrerer Charaktere geschrieben und folgt dem Protagonisten Kip Guile, der seine latenten magischen Kräfte entdeckt. Das Library Journal nannte das Buch einen seiner Sieben nicht zu verpassenden SF/Fantasy-Titel für den Herbst 2012.

## Handlung
Die blendende Klinge beginnt vier Tage nach dem Ende des vorherigen Romans. Das Prisma, Gavin/Dazen, schickt Kip mit Eisenfaust zurück zur Chromeria und weist ihn an, ein Schwarzgardist zu werden. Mit Karris im Schlepptau fährt das Prisma zur Insel der Seher. Er versucht einen Platz für die Flüchtlinge von Garristons Invasion zu schaffen. Noch wichtiger ist, dass er mit einer Frau mit dem kombinierten Segen und Fluch des Zukunftssehens sprechen möchte. Er versucht, den blauen Bann zu lokalisieren und zu zerstören. Der Bann erscheint als Insel, die aus unausgeglichenem blauem Luxin besteht, das durch den Verlust der Kontrolle des Prismas über diese Farbe entsteht. Diese Tempel der Farbgötter (Wesen, die die weltweite Reserve für ihre Farbe vollständig beherrschen, was ihnen zahlreiche Kräfte verleiht, einschließlich der physischen Manipulation von nahegelegenen Wandlern dieser Farbe) ziehen die Wichte ihrer Farbe an und perfektionieren sie. Schließlich haben diese Wichte einen Grad der Fertigkeit erreicht und der Gott wird in Form eines Avatars wiedergeboren. Diese Suche nimmt im ersten Drittel des Romans einen Großteil der Zeit des Prismas ein.
Der echte Gavin verbringt viel Zeit damit, aus seinem neuen Gefängnis zu fliehen. Kip ist gezwungen, mit seinem Großvater Andross ein Kartenspiel namens 9-Könige zu spielen. Andross ist ein erfahrener Spieler, Kip hat nur einige Male anderen beim sielen zugesehen. So verliert er wiederholt. Jedes Mal muss Kip um einen Einsatz spielen, den Andross bestimmt. Es sind immer verschiedene Hindernisse bzw. Strafen, die Kip und seine Bekannten/Freunde aufgebürdet bekommen. Es ist unklar, ob er versucht, Kip zu motivieren oder ihm nur emotional zu schaden. Verzweifelt nach mehr Wissen über das Spiel, wird Kip schließlich zu Janus Borig geführt, einem „Spiegel“, die neue, ganz besondere weil magische Karten für 9-Könige erstellt.
Jedes neue Karten-Deck, das ein Spiegel malt, enthält unerschrocken ehrliche Darstellungen historischer Ereignisse. Jede Karte stellt eine Person oder ein bedeutendes Objekt aus der Zeit dar, als das Deck dieser Karte erstellt wurde, mit Regeln für ihre Verwendung im Spiel, die ihren Vor- und Nachteilen in der realen Welt entsprechen. Nachdem die Spiegel diese Stapel gezogen haben, werden die Karten kopiert und ein oder zwei Karten gleichzeitig auf mehrere verschiedene Stapel verteilt. Die Spieler verwenden Karten, die Dutzende von Generationen umfassen.
Die von den Spiegeln bemalten Originalkarten sind selbst mächtige magische Artefakte. Sie ermöglichen es Wandlern, die in ihnen dargestellten Ereignisse physisch zu erleben. Kip versucht dies mit einer zufälligen Karte, und seine Gedanken werden zu einem Schiff transportiert, wo ein alter Mann einem Freund einen verräterischen Brief über den roten Gott schreibt. Er wird schnell in die Realität zurückgezogen, bevor er mehr erfahren kann.
Das Prisma kehrt zur Chromeria zurück, nachdem es neben Blau auch Grün verloren hat, um das Spektrum für den Krieg mit dem Farbprinzen zu sammeln. Durch viel politisches Manövrieren ist er erfolgreich, allerdings nicht ohne sich im Spektrum Rot, Blau und Gelb zu Feinden zu machen und Grün ganz aus dem Spektrum auszuschließen. Andross drängt ihn, die Grüne zu heiraten, aber er heiratet schließlich stattdessen Karris. Bevor Andross richtig Einspruch erheben kann, droht ihnen Krieg.
Währenddessen entkommt der echte Gavin seinem grünen Gefängnis, dank dem blau eingefärbtem Brot, das ihm die Kammersklavin des Prismas zur Verfügung gestellt hat. Er versucht, das nächste Gefängnis zu umgehen, ist aber letztendlich erfolglos und landet in Gelb. Bevor er weitermachen kann, kommt das Prisma, um mit ihm zu sprechen. Nach einer langen, intensiven inneren Debatte scheint das Prisma zu beschließen, Gavin freizulassen und sich selbst ins Exil zu schicken. Dann erschießt er stattdessen Gavin.
Jetzt, da das Prisma die Kontrolle über Grün verloren hat, formt sich ein grüner Gottesbann, der sich am Standort des Farbprinzen günstig für eine Übernahme befindet. Er beabsichtigt natürlich, ihn zu nutzen, um ihm inmitten seines offenen Kampfes mit mehreren Kriegsschiffen, die von chromerischen Verbündeten gestellt wurden zu helfen. Er schickt Liv Danavis, um sicherzustellen, dass der Avatar des Gottes geboren wird, und einen Verbündeten von ihm, um den neuen Gott zu verkörpern, sobald dieser geboren ist. Dieser Plan gelingt, aber er wird trotzdem von Kip getötet. Kip tötet auch mehrere der Riesen, was dazu führt, dass sie in ihre normale menschliche Form zurückkehren, wobei ihr gesamtes Luxin aus ihren Körpern gezogen wird.
Kip und das Prisma kehren zum Flaggschiff ihrer Armee zurück, wo ein wütender Andross das Prisma wegen der Heirat mit Karris und einer Reihe anderer Vergehen beschimpft und behauptet, mit dem Prozess begonnen zu haben, ihn abzusetzen. Kip erkennt dies unterdessen als Szene auf der Karte und Andross als roten Wicht. In einer plötzlichen, heftigen Konfrontation ersticht Kip Andross kurz mit seinem Dolch, bevor sich eine Schlägerei entwickelt. Das Prisma überlegt kurz, Kip zu töten, um das Messer zu bergen, bevor Andross es kann, sticht sich jedoch damit selbst, bevor er vom Schiff abtaucht. Kip springt ihm nach. Andross wurde ein Teil seines Luxins durch den Dolch entzogen, aber nicht alles. Sein Halo ist nicht mehr gebrochen, was ihn wieder gesund macht und damit hat er wieder viel Platz zum Wandeln, ohne sich über die negativen Auswirkungen seines Wandelns Gedanken machen zu müssen.
Der Farbprinz gratuliert Liv zu ihrer guten Arbeit. Nachdem er ihr mehr versprochen hat, als sie sich vorstellen kann, wenn sie ihre Aufgabe erfüllt, hält er dies ein. Er setzt sie als Avatar für den ultravioletten Gottesbann ein. Damit wird Liv zur ultravioletten Gottheit aufsteigen. Er fügt hinzu, dass das Prisma für tot erklärt wurde und dass er jetzt nicht mehr aufzuhalten ist.
Ein Pirat „rettet“ Gaven und Kip. Er nimmt Kips Dolch (der jetzt eher einem Breitschwert ähnelt, auf dem eine Muskete montiert ist) und das Prisma wird wiederbelebt. Der Pirat, genannt Kanonier, beschließt, Gavin zu behalten, wirft Kip jedoch zurück ins Meer. Er wird schließlich am Ufer angespült und von Zymun Weißeiche gefangen genommen, der unter Andross Anweisungen zur Chromeria zurückkehrt. Es wird dann enthüllt, dass Zymun Kips Halbbruder ist, das Kind von Karris und dem echten Gavin, der auch Kips eigentlicher Vater ist.
Das Prisma wacht auf dem Piratenschiff auf. Kanonier informiert ihn, dass er jetzt „Galeerensklave #6“ ist, und als er geht, entdeckt Gavin, dass er jetzt völlig farbenblind ist.

## Kritiken
Publishers Weekly gab eine überwiegend positive Rezension für Die blendende Klinge ab und lobte die Mängel als „realistisch“ und erklärte, das Buch sei „altvertraut“. RT Book Reviews nannte es eine „anständige Leistung“, schrieb aber, dass es sich „abgeleitet von früheren epischen Fantasy- und Science-Fiction-Werken wie Enders Game anfühle“.
Im Jahr 2013 gewann Die blendende Klinge den David Gemmell Award für den besten Fantasy-Roman.

## Chromaturgie
Chromaturgie ist die Kunst, Licht zu nutzen und daraus eine Substanz namens Luxin zu schaffen. Sie ist die Grundlage des Magiesystems der Saga. Luxin kann viele verschiedene Schattierungen aus dem sichtbaren Spektrum und dem nicht Sichtbaren annehmen und an beiden Enden davon (was wir Infrarot und Ultraviolett nennen würden), hat jede Farbe ihre eigenen einzigartigen Eigenschaften.

## Ausgaben
- The Blinding Knife. Orbit (US), 2012, ISBN 978-0-316-07991-4.
  - Die blendende Klinge. Aus dem Englischen von Hans Link und Clemens Brunn. Blanvalet, 2013, ISBN 978-3-442-26833-7.